# Braunschweiger Zeitung

Die Braunschweiger Zeitung, Ausgabe vom 21. Oktober 2006

Die Braunschweiger Zeitung ist eine regionale Tageszeitung, die in Braunschweig erscheint und als Kopfblatt unter anderen Titeln im östlichen Niedersachsen verbreitet ist. Sie wurde in der BZV Medienhaus GmbH verlegt, die bis 1. Februar 2013 die Braunschweiger Zeitungsverlag GmbH und Co. KG war und seit Ende Januar 2007 zur Funke Mediengruppe (damals WAZ-Gruppe) gehört. Seit dem 22. Juli 2020 firmiert sie unter dem Namen FUNKE Medien Niedersachsen GmbH. Im Februar 2021 wechselte die Chefredaktion von Armin Maus zunächst zu einer Doppelspitze. Seit Jahresbeginn 2024 ist Kerstin Loehr alleinige Chefredakteurin.
Die Braunschweiger Zeitung erscheint montags bis samstags morgens im Berliner Format und ist die einzige Braunschweiger Lokalzeitung (siehe Einzeitungskreis). Die verkaufte Auflage beträgt 67.728 Exemplare, ein Minus von 58,9 Prozent seit 1998.

## Geschichte

Ausgabe vom 22. Mai 1948. Unter dem Titel: Veröffentlicht unter Zulassung Nr. 2 der Militärregierung

Am 1. Oktober 1945 wurde im Verlagshaus der ehemaligen Braunschweiger Landeszeitung die Braunschweiger Neue Presse, „herausgegeben von der britischen Militärregierung“, gegründet. Chefredakteur wurde Fritz Sänger, der spätere dpa-Chefredakteur. Die erste Ausgabe – vier Seiten Text ohne Anzeigen – erschien am 12. Oktober 1945. Die erste Ausgabe der Braunschweiger Zeitung war am 8. Januar 1946 erhältlich. Der Verleger Hans Eckensberger bekam die dafür notwendige Zeitungslizenz am 6. Januar 1946 als zweiter Verleger in der Britischen Besatzungszone. Sänger wurde übernommen und war somit auch der erste Chefredakteur der Braunschweiger Zeitung. Er behielt diese Position bis zum 1. Oktober 1946, die nach ihm unter anderem der Braunschweiger Heraldiker Arnold Rabbow bekleidete.

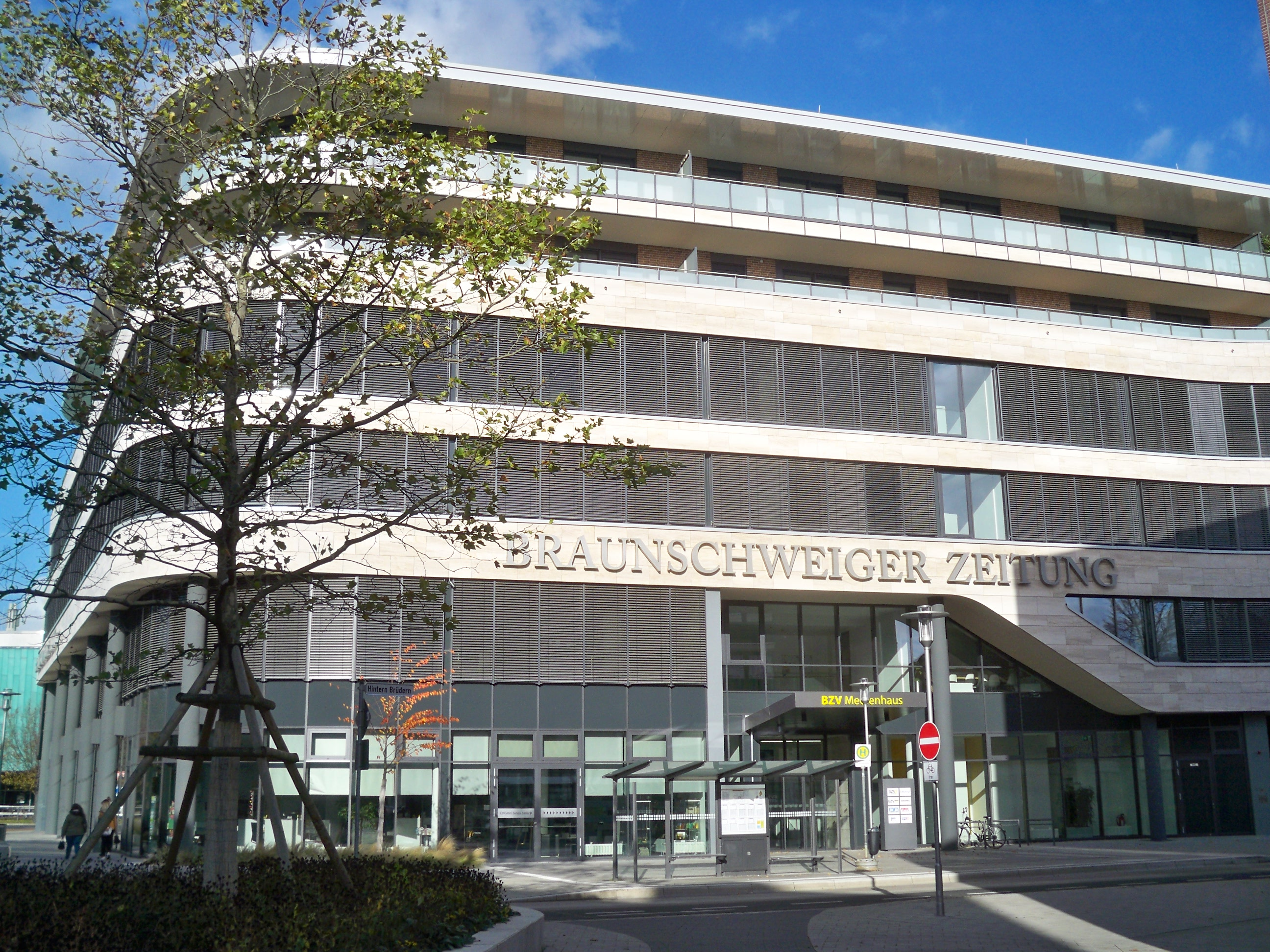
BZV Medienhaus in der Braunschweiger Innenstadt

Anfangs erschien die Braunschweiger Zeitung aufgrund des herrschenden Papiermangels nur zweimal wöchentlich, ab November 1947 dreimal wöchentlich und seit September 1949 täglich. Bis Juni 1981 wurde die Braunschweiger Zeitung am Hutfiltern in der Innenstadt Braunschweigs gedruckt. Bis Oktober 2014 waren alle Abteilungen inklusive der neuen Braunschweiger im Pressehaus in der Hamburger Straße 277 im Norden Braunschweigs ansässig; das vormalige Pressehaus wurde in das Einkaufszentrum Burgpassage umgewandelt. In der Innenstadt war weiterhin bis Ende 2014 eine BZ-Geschäftsstelle am Packhof ansässig (mittlerweile im BZV Medienhaus, Hintern Brüdern 23, im Erdgeschoss), in den Schloss-Arkaden die BZ-Konzertkasse. Seit Februar 2013 ist die neue Druckerei an der Hansestraße im Norden Braunschweigs in Betrieb. Auf dem Grundstück der Ende 2010 abgerissenen ehemaligen „Öffentlichen Bücherei“ zwischen der Langen Straße und Hintern Brüdern in der Braunschweiger Innenstadt entstand das neue Verlagsgebäude der BZV Medienhaus GmbH, das am 20. Oktober 2014 bezogen wurde. Mit dem Umzug in die Innenstadt begann an der Hamburger Straße der Abriss des Druckerei- und des Kantinengebäudes sowie des gläsernen Verbindungsganges.
Seit Ende Januar 2007 gehört der Braunschweiger Zeitungsverlag zur WAZ-Gruppe, heute Funke Mediengruppe, nachdem alle Gesellschafter, hauptsächlich die Hamburger Verlegerfamilie Voigt, ihre Anteile verkauft hatten. Mit den noch nicht übertragenen 25 Prozent der Norddeutschen Landesbank wird der gesamte Kaufpreis auf 210 Millionen Euro geschätzt. Im Jahr 2008 erhielt die Zeitung den „Lokaljournalistenpreis“ der Konrad-Adenauer-Stiftung.

### Vorläufer
Als Vorläufer der Braunschweiger Zeitung gelten mehrere vom Druckhaus Limbach herausgegebene Zeitungen: die zweimal in der Woche herausgegebene Braunschweiger Reform (1867–?), die 1880–1936 erschienene Braunschweigische Landeszeitung und der 1886–1941 herausgegebene Braunschweiger Stadtanzeiger, der 1906 in Braunschweiger Allgemeiner Anzeiger umbenannt wurde.

### Weitere Braunschweiger Zeitungen
Bereits im 17. Jahrhundert wurde in Braunschweig von Andreas Duncker eine wöchentlich erscheinende Zeitung verlegt. Sie bestand unter wechselnden Titeln bis 1785.
1745 gründete Herzog Karl I. die Zeitung Braunschweigische Anzeigen, die 1923 in Braunschweigische Staatszeitung umbenannt wurde und 1934 unter politischem Druck in die nationalsozialistische, von 1931 bis April 1945 erscheinende Braunschweiger Tageszeitung überging.
1848–1866 erschien in Braunschweig die Deutsche Reichs-Zeitung des Verlegers Eduard Vieweg, der von 1831 bis 1840 die Deutsche Nationalzeitung aus Braunschweig und Hannover vorausgegangen war.
1865–1897 gab es das Braunschweiger Tageblatt.
1871 gründete Wilhelm Bracke als SPD-Organ den Braunschweiger Volksfreund. Die Zeitung wurde 1933 von den Nationalsozialisten mit dem Schriftleitergesetz verboten. Im selben Jahr wurde auch die seit 1920 erscheinende Neue Arbeiter-Zeitung hiervon betroffen. Nach Kriegsende 1945 erschien anstelle des Braunschweiger Volksfreunds als SPD-nahe Tageszeitung für das Land Braunschweig die Braunschweiger Presse. Redaktion, Druckerei und Verlag befanden sich im Braunschweiger Volksfreundhaus der SPD, dem sogenannten Roten Schloß.
Am 30. Juni 1972 wurde sie eingestellt.

### Wolfenbüttler Zeitung
Am 25. November 1786 veröffentlichte der Dettumer Pastor Hermann Bräss die Zeitung Zeitung für Städte, Flecken und Dörfer, insbesondere für die lieben Landleute alt und jung. Sie wurde wegen des rot gedruckten Titels auch als Rothe Zeitung bezeichnet und erschien zwölf Jahre lang mit zwei Ausgaben wöchentlich. Von 1835 bis 1867 trug die Zeitung dann den Titel Zeitung für den deutschen Landmann, wurde von 1868 bis 1873 zurückbenannt und bekam am 1. April 1873 den Titel Wolfenbüttler Kreisblatt. Vom 1. Mai 1924 bis 30. April 1993 hieß die Zeitung dann Wolfenbüttler Zeitung, wobei die Kriegsjahre von 1937 bis 1945 unterbrochen wurden, bis dann am 1. Mai 1993 die Zeitung in die Braunschweiger Zeitung überging.

## Auflage
Die Braunschweiger Zeitung hat in den vergangenen Jahren erheblich an Auflage eingebüßt. Die verkaufte Auflage ist in den vergangenen 10 Jahren um durchschnittlich 4,9 % pro Jahr gesunken. Im vergangenen Jahr hat sie um 7,4 % abgenommen. Sie beträgt gegenwärtig 67.728 Exemplare. Der Anteil der Abonnements an der verkauften Auflage liegt bei 91,4 Prozent.
| 1998   | 1999   | 2000   | 2001   | 2002   | 2003   | 2004   | 2005   | 2006   | 2007   | 2008   | 2009   | 2010   | 2011   | 2012   | 2013   | 2014   | 2015   | 2016   | 2017   | 2018  | 2019  | 2020  | 2021  | 2022  | 2023  | 2024  |
| ------ | ------ | ------ | ------ | ------ | ------ | ------ | ------ | ------ | ------ | ------ | ------ | ------ | ------ | ------ | ------ | ------ | ------ | ------ | ------ | ----- | ----- | ----- | ----- | ----- | ----- | ----- |
| 164645 | 162791 | 160440 | 157508 | 153569 | 150411 | 147065 | 146497 | 146528 | 142420 | 138839 | 134414 | 131417 | 127833 | 125963 | 120544 | 116969 | 113175 | 109769 | 105628 | 99508 | 95267 | 91824 | 88130 | 82777 | 76082 | 70457 |

## Lokal erscheinende Ausgaben der Braunschweiger Zeitung
- Gifhorner Rundschau
- Helmstedter Nachrichten
- Peiner Nachrichten
- Salzgitter-Zeitung
- Wolfenbütteler Zeitung
- Wolfsburger Nachrichten

Es handelt sich bei den genannten Titeln um Kopfblätter.
Die Goslarsche Zeitung in Goslar übernimmt den Mantel der Braunschweiger Zeitung, produziert aber einen eigenen Lokalteil und ist ein eigenständiges Unternehmen, das zum Verlag Medienhaus Krause gehört.

## Angehörige Zeitungen
- Harz Kurier
- Neue Braunschweiger (bis 2016 neue Braunschweiger), Neue Helmstedter, Neue Wolfsburger
- Echo zum Sonntag (Harz Kurier Verlag GmbH)
- Harzer WochenSpiegel (Harz Kurier Verlag GmbH)

## Magazine
- Standort38, Wirtschaftsmagazin, „Das Entscheider-Magazin für die Region 38“, elf Mal jährlich, Auflage 10.000, Zielgruppe: Selbstständige.[12]

Der Name dieses Zeitungssupplementes bezieht sich auf die in und um Braunschweig geltende Postleitzahl.

## Digitale Aktivitäten
Der Verlag engagiert sich zunehmend auch in den digitalen Medien. Die wichtigsten Aktivitäten sind die acht Nachrichtenportale der Tageszeitungstitel des BZV Medienhaus wie u. a. braunschweiger-zeitung.de, wolfsburger-nachrichten.de, salzgitter-zeitung.de oder harzkurier.de. Im Juli 2014 hat das BZV Medienhaus als einer der ersten Verlage in Deutschland eine harte Paywall eingeführt.
Seit Mitte Dezember 2012 erscheint die E-Paper-Ausgabe der Tageszeitung auch als App für Android und iOS.
Zeitgleich führte die BZV Medienhaus GmbH als eine der ersten großen Regionalzeitungsverlage in Deutschland eine Metered Freemium Paywall für ihre Nachrichtenportale ein. Seitdem konnten Nutzer monatlich 15 Artikel kostenfrei nutzen; eine darüberhinausgehende Nutzung war kostenpflichtig. Am 1. Juli 2014 führte das BZV Medienhaus als einer der ersten Verlage in Deutschland dann eine harte Paywall ein. Der BZV ist damit der erste Großverlag, der diesen Schritt gegangen ist. Seitdem ist die Anzahl freier Artikel auf Null begrenzt, mit Ausnahme der Leser- und Party-Fotostrecken sowie bestimmter Videobeiträge und Agentur-Nachrichten. Für Nutzer bot der Verlag nun Tages-, Wochen- und Monatspässe an. Auch Abonnenten der Print-Ausgabe und des E-Papers mussten für die Nutzung der Inhalte zahlen. Parallel führte der Verlag eine mobile Version seiner Seiten ein. Für Abonnenten wurde zusätzlich eine reduzierte Mobilversion „mplus“ eingeführt, bei der die ersten vier jeweils aktuellen Artikel jedes Ressorts frei verfügbar waren. Das „mplus“-Angebot wurde im Herbst 2016 beendet. Zum 1. Juli 2017 änderte der Verlag die Digital-Angebote und bietet nun den TagesPass und das Digital-Angebot (auch in Kombination mit der gedruckten Tageszeitung) an. Im Sommer 2020 änderte der Verlag erneut sein Paid-Content-Angebot namens „Aboplus“.
Eine relevante Reichweite haben in den 2010er Jahren auch die weiteren digitalen Aktivitäten des Verlags erreicht. Das Portal szene38.de gehört zu den führenden Party-Portalen der Region, das Portal unser38.de laut der Zeitschrift Horizont zu den Top-20-Anzeigenblattportalen in Deutschland.
Zudem betreibt die BZV Medienhaus GmbH immo38.de (Immobilienmarkt-Portal), auto38.de (Automarkt-Portal), job38.de (Stellenmarkt-Portal), flohmarkt38.de (Kleinanzeigen-Portal), deal38.de (Couponing-Portal, wurde im Januar 2017 eingestellt), prospekt38.de (digitales Beilagen-Portal), flirt38.de und spotted38.de (beides Partnersuche-Portale), mein38.de (Branchen- und Telefonbuch-Portal), studi38.de (Studentenmagazin-Portal), sozial38.de (Engagements-Portal), konzertkasse.de (Ticketing-Portal), alarm38.de, idee38.de, trauer38.de, freude38.de sowie standort38.de (Wirtschaftsnachrichten).
Laut IVW lag die Gesamtreichweite der digitalen Aktivitäten der BZV Medienhaus GmbH bei rund 0,93 Millionen Visits und über 3,5 Millionen Page Impressions im Mai 2015. Die AGOF wies eine Reichweite von 410.000 Unique Usern (Durchschnitt pro Monat Januar 2014 bis März 2015) aus.
Seit dem Umzug in das neue Verlagsgebäude in der Braunschweiger Innenstadt betreibt die BZV Medienhaus GmbH am eigenen Gebäude an der Ecke Lange Straße und Güldenstraße eine NewsWall, eine über 22 m² große LCD-Fläche, die sowohl redaktionelle Inhalte der verlagseigenen Portale als auch Werbeflächen anzeigt. In Wolfsburg wurde eine 12 m² große NewsWall im Februar 2017 in der Innenstadt installiert. Eine weitere NewsWall ist in Gifhorn vorhanden.

## Beschwerden beim Presserat
Bislang gab es eine Rüge, drei Missbilligungen und einen Hinweis des Deutschen Presserats gegen die Braunschweiger Zeitung.
2005 wurde das Blatt gerügt, weil es im Zusammenhang mit der Neu-Errichtung des Braunschweiger Schlosses wiederholt von einer „Rekonstruktion und einer Kopie des Schlosses“ gesprochen habe. In diesem Zusammenhang gab es 2004 auch zwei Missbilligungen des Presserats.
Eine weitere Missbilligung erfolgte 2010 im Zusammenhang mit der Erweiterung des Braunschweiger Flughafens, als ein Artikel den Eindruck erweckt hatte, von der Flughafenbetreibergesellschaft zu stammen.
Für ihre Berichterstattung über den Braunschweiger Weihnachtsmarkt 2016 erhielt die BZ vom Deutschen Presserat im Jahr 2017 einen Hinweis, weil die Berichterstattung fälschlicherweise den Eindruck erweckt hatte, der Weihnachtsmarkt werde ausschließlich mit Naturstrom betrieben.